# Herman Konstadts murstenshus
Herman Konstadts murstenshus (polsk Kamienica Hermana Konstadta) ligger ved Piotrkowska-gaden 53 i Łódź, lige ved siden af Poznańskiernes murstenshus. Det regnes for at være en af gadens smukkeste bygninger.
Murstenshuset blev rejst i 1885 til Herman Konstadt, en af de største jødiske forretningsmænd og filantroper i Łódź, efter tegninger af Julius Jung. Bygningen fik en eklektisk facade med motiver inspireret af fransk neorenæssance. 
Karakteristiske træk ved bygningen er det høje mansardtag med sin balustrade og risalitten som kranses af en høj zinkhjelm og som hviler på to atlantfigurer. Bygningen kaldes af den grund også i folkemunde "Huset under atlantene" ("Dom pod atlasami").
51°46′11.33″N 19°27′21.61″Ø / 51.7698139°N 19.4560028°Ø